# 1821
Het jaar 1821 is het 21e jaar in de 19e eeuw volgens de christelijke jaartelling.

## Gebeurtenissen
januari
- 21 - Bij de stadsbrand van Paramaribo gaat een groot aantal houten huizen verloren, vooral aan de Waterkant.

februari
- 10 - De Maleische hoofden in de Minangkabau roepen de hulp in van de Nederlandse resident van Padang tegen de radicaal-islamitische Padri's.
- 24 - In Mexico vormen de verschillende opstandige eenheden het leger van de Drie Garantiën.

maart
- 13 - Koning Victor Emanuel I van Sardinië treedt vanwege de opstand van de carbonari af en benoemt zijn neef Karel Albert tot regent. Onder druk van de Carbonari stelt Karel Albert de zeer liberale Spaanse constitutie van 1812 in.
- 21 - Victor Emanuels jongere broer en beoogde opvolger Karel Felix arriveert echter met een Oostenrijks leger. Hij onderdrukt de opstand, draait Karel Alberts maatregelen terug en dwingt hem tot vluchten.
- 25 - De Grieken komen in opstand tegen de Turkse overheersers.
- Congres van Laibach in het huidige Ljubljana.

april
- 10 - Na het bekend worden van de Griekse opstand wordt patriarch Gregorius V van Constantinopel, ofschoon een tegenstander van separatisme, opgehangen aan de poort van het patriarchaat. De Turken mogen drie dagen lang hun woede koelen op zijn lijk.

mei
- 7 - Charles McCarthy, de Britse gouverneur van Sierra Leone, wordt tevens gouverneur van de Britse Goudkust.
- 17 - De Amerikaanse legatie in Tanger gaat open in een gebouw geschonken door sultan Moulay Suleiman.

juni
- 24 - Venezuela wordt onafhankelijk na de overwinning op Spanje tijdens de Slag van Carabobo.
- 27 - De opstandige sultan van Palembang geeft zich over aan de Nederlandse generaal De Kock.

juli
- 28 - Peru verklaart zich onafhankelijk van Spanje.

augustus
- 4 - De Russische expeditie naar Antarctica onder leiding van Fabian Gottlieb von Bellingshausen keert terug in Kronstadt.
- 10 - Missouri wordt de 24e staat van de Verenigde Staten.
- 21 - In het Verdrag van Córdoba erkent de Spaanse onderkoning van Nieuw-Spanje de onafhankelijkheid van Mexico.
- 26 - Voor het eerst sinds de Franse bezetting wordt het Gronings ontzet weer gevierd.

september
- 15 - Centraal-Amerika wordt onafhankelijk van Spanje.
- 27 - De Spaanse onderkoning van Mexico Juan de O'Donojú en opstandelingenleider Agustín de Iturbide vormen samen een voorlopige junta, de eerste regering van het onafhankelijke Mexico.
- 28 Na een maandenlang beleg veroveren de Filhellenen onder aanvoering van Theodoros Kolokotronis de stad Tripolitsa. Opstanden breken uit op Kreta, in Macedonië en Centraal-Griekenland.

oktober
- 5 - De Grieken richten in Tripolitsa een massaslachting aan onder moslims en joden.

zonder datum
- Ontdekking van bauxiet door een Franse geoloog in het dorp Les Baux-de-Provence (Zuid-Frankrijk).

## Beeldende kunst

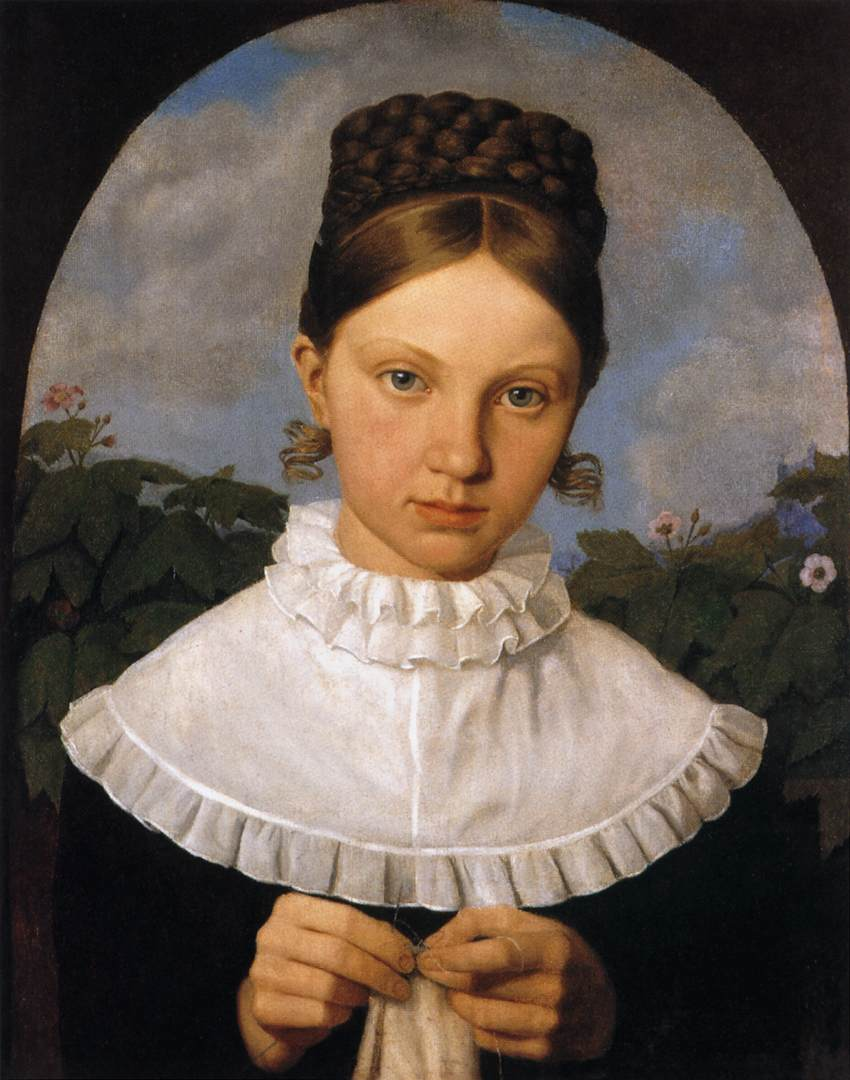
Portret Fanny Hill, Heinrich Maria von Hess (ca. 1821)

## Bouwkunst

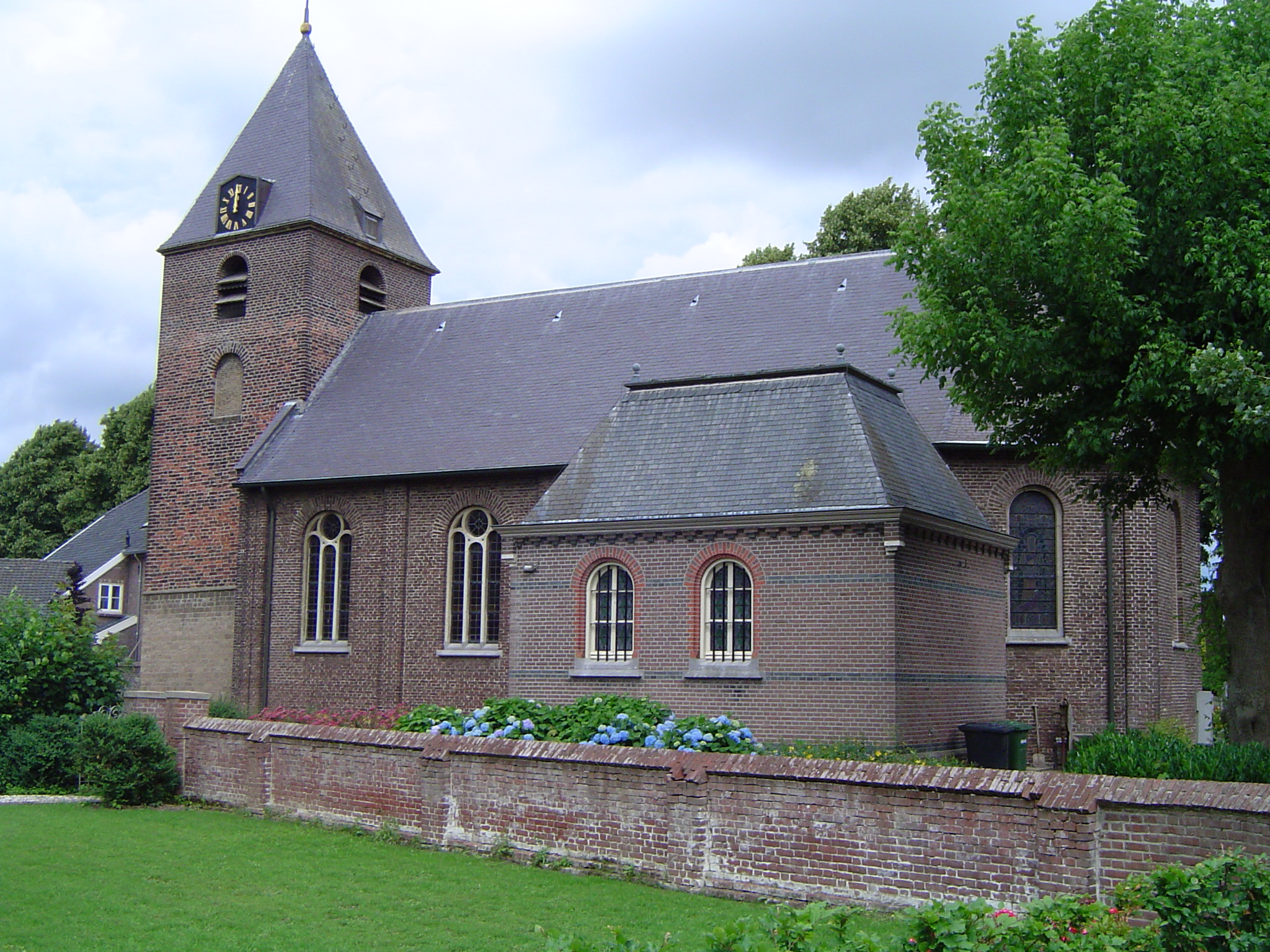
R.K. kerk van St. Victor, Neerloon (1821)
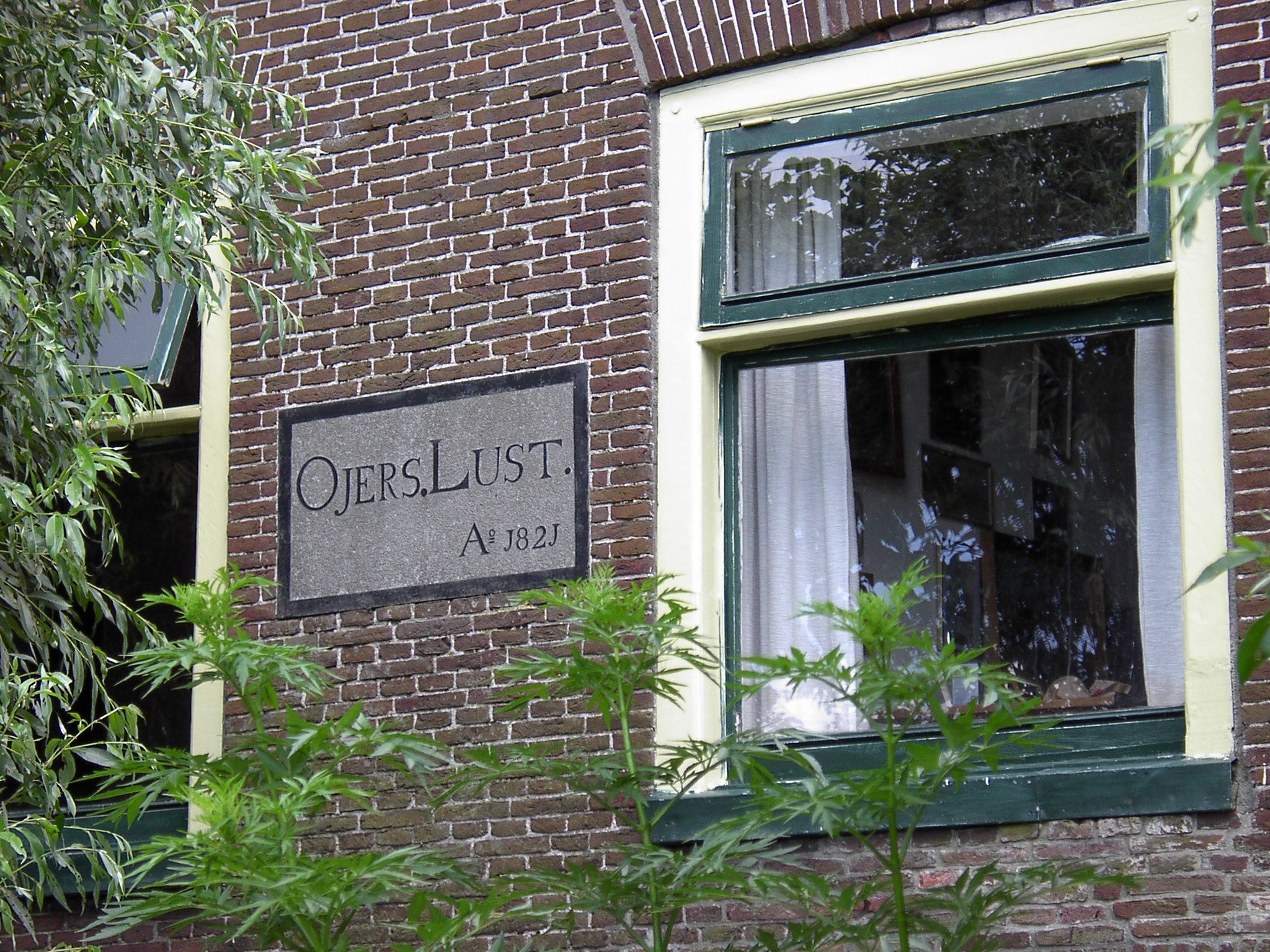
Ojerslust, Willeskop

## Geboren
februari
- 3 - Elizabeth Blackwell, Amerikaans activiste (overleden 1910)
- 11 - Auguste Mariette, Frans archeoloog en egyptoloog (overleden 1881)
- 16 - Heinrich Barth, Duits ontdekkingsreiziger (overleden 1865)

maart
- 14 - Jens Jacob Worsaae, Deens archeoloog (overleden 1885)

april
- 9 - Charles Baudelaire, Frans schrijver en dichter (overleden 1867)
- 16 - Ford Madox Brown, Engels kunstschilder (overleden 1893)
- 20  - Peter Martin Duncan, Engels paleontoloog en zoöloog (overleden 1891)
- 27 - Wilhelmus Martinus Logeman, Nederlands natuurkundige (overleden 1894)

mei
- 17 -  Sebastian Kneipp, Duits geestelijke en alternatief genezer (overleden 1897)
- 21 - John Francis Loudon, Nederlands kamerheer des Konings, hofmaarschalk en ondernemer (overleden 1895)
- 24 - Christiaan Messemaker, Nederlands schaker (overleden 1905)

juli
- 24 - William Poole, Amerikaans gangster, bokser en politicus (overleden 1855)
- 25 - Paul Josef Nardini, Duits zalige en geestelijke (overleden 1862)

augustus
- 15 - Louis Charles Horta, Belgisch uitgever (overleden 1870)
- 28 - Thomas Seddon, Engels kunstschilder (overleden 1856)
- 31 - Hermann von Helmholtz, Duits ontdekker van de Wet van Behoud van Energie (overleden 1894)

september
- 1 - Leopold III van Lippe, vorst van Lippe (overleden 1875)

oktober
- 13 - Rudolf Virchow, Duits arts (overleden 1902)
- 19 - Francis Thomas Gregory, Australisch ontdekkingsreiziger, geodeet en politicus (overleden 1888)

november
- 11 - Fjodor Dostojevski, Russisch schrijver en publicist (overleden 1881)

december
- 11 - Karel Houben, Nederlands heilig verklaarde priester (overleden 1893)
- 12 - Gustave Flaubert, Frans schrijver (overleden 1880)
- 22 - Giovanni Bottesini, Italiaans contrabassist, dirigent en componist (overleden 1889)
- 25 - Clara Barton, oprichtster van het Amerikaanse Rode Kruis (overleden 1912)

## Overleden
januari
- 4 - Elizabeth Ann Seton (47), Amerikaans heilige

februari
- 23 - John Keats (25), Engels dichter
- 26 - Joseph de Maistre (67), Frans politicus, schrijver en filosoof

april
- 16 - Josephus Augustinus Brentano (67), Nederlands kunstverzamelaar en mecenas
- 29 - André-Frédéric Eler (~57), Frans componist en muziekpedagoog

mei
- 5 - Napoleon Bonaparte (51), Frans dictator en keizer

juni
- 29 - Nikolaus Joseph Brahm (67), Duits entomoloog

augustus
- 30 - Louis Michel Aury (33?), Frans zeerover, betrokken bij de onafhankelijkheidsstrijd van Latijns-Amerika

oktober
- 21 - Onno Reint Alberda van Ekenstein (69), Nederlands politicus